# Сайото (округ)
Округ Сайото (англ. Scioto County) располагается в штате Огайо, США. Официально образован в 1803 году. По состоянию на 2010 год, численность населения составляла 79 499 человек.

## География
По данным Бюро переписи США, общая площадь округа равняется 1 595,830 км2, из которых 1 580,445 км2 суша и 15,385 км2 или 0,960 % это водоёмы.

## Население
По данным переписи населения 2000 года в округе проживает 79 195 жителей в составе 30 871 домашних хозяйств и 21 362 семей. Плотность населения составляет 50,00 человек на км2. На территории округа насчитывается 34 054 жилых строений, при плотности застройки около 21,00-го строения на км2. Расовый состав населения: белые — 94,88 %, афроамериканцы — 2,73 %, коренные американцы (индейцы) — 0,63 %, азиаты — 0,24 %, гавайцы — 0,02 %, представители других рас — 0,18 %, представители двух или более рас — 1,31 %. Испаноязычные составляли 0,60 % населения независимо от расы.
В составе 31,80 % из общего числа домашних хозяйств проживают дети в возрасте до 18 лет, 52,30 % домашних хозяйств представляют собой супружеские пары проживающие вместе, 13,10 % домашних хозяйств представляют собой одиноких женщин без супруга, 30,80 % домашних хозяйств не имеют отношения к семьям, 26,90 % домашних хозяйств состоят из одного человека, 12,50 % домашних хозяйств состоят из престарелых (65 лет и старше), проживающих в одиночестве. Средний размер домашнего хозяйства составляет 2,45 человека, и средний размер семьи 2,96 человека.
Возрастной состав округа: 24,40 % моложе 18 лет, 9,60 % от 18 до 24, 28,30 % от 25 до 44, 22,70 % от 45 до 64 и 22,70 % от 65 и старше. Средний возраст жителя округа 37 лет. На каждые 100 женщин приходится 95,30 мужчин. На каждые 100 женщин старше 18 лет приходится 91,20 мужчин.
Средний доход на домохозяйство в округе составлял 28 008 USD, на семью — 34 691 USD. Среднестатистический заработок мужчины был 32 063 USD против 21 562 USD для женщины. Доход на душу населения составлял 15 408 USD. Около 15,20 % семей и 19,30 % общего населения находились ниже черты бедности, в том числе — 25,40 % молодежи (тех, кому ещё не исполнилось 18 лет) и 12,80 % тех, кому было уже больше 65 лет.